# John B. T. Campbell

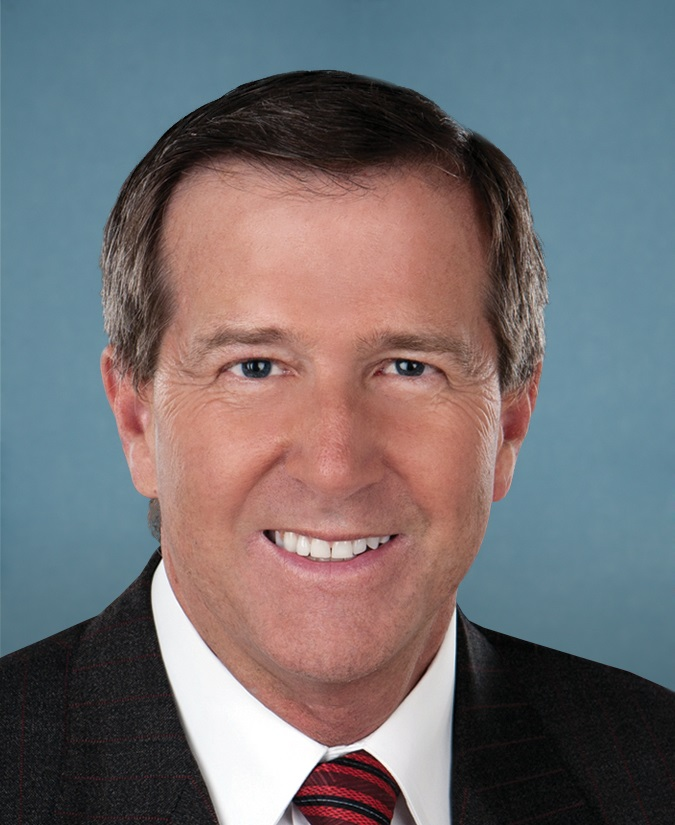
John Campbell

John Bayard Taylor Campbell III (* 19. Juli 1955 in Los Angeles, Kalifornien) ist ein US-amerikanischer Politiker. Von 2005 bis 2015 vertrat er den Bundesstaat Kalifornien im US-Repräsentantenhaus.

## Werdegang
John Campbell besuchte die Harvard High School in North Hollywood und studierte danach an der University of California in Los Angeles sowie an der dortigen University of Southern California. Danach arbeitete er als vereidigter Buchprüfer; später wurde er Autohändler. Im Jahr 1985 wurde er Vorstandsvorsitzender der Campbell Automotive Group. In den 1990er Jahren leitete er im Orange County zwei weitere Firmen, die im Autohandel operierten. Gleichzeitig begann er als Mitglied der Republikanischen Partei eine politische Laufbahn. In den Jahren 2000 bis 2004 war er Abgeordneter in der California State Assembly. Danach gehörte er bis 2005 dem Staatssenat an.
Nach dem Rücktritt des Abgeordneten Christopher Cox wurde Campbell bei der fälligen Nachwahl für den 48. Sitz von Kalifornien als dessen Nachfolger in das US-Repräsentantenhaus in Washington, D.C. gewählt, in das er am 7. Dezember 2005 einzog. Nach vier Wiederwahlen konnte er sein Mandat im Kongress bis zum 3. Januar 2015 ausüben. Dort war er unter anderem Mitglied im Haushaltsausschuss und im Finanzausschuss sowie in zwei Unterausschüssen. Innerparteilich gehörte er dem Republican Study Committee an. Im Jahr 2009 wurden ihm finanziell fragwürdige Transaktionen im Zusammenhang mit seiner Wahlkampffinanzierung vorgeworfen, die aber ohne Folgen blieben. Mitte 2013 gab er bekannt, 2014 nicht zur Wiederwahl anzutreten und sich mit Ende des Mandats im Januar 2015 ins Privatleben zurückzuziehen.
John Campbell ist verheiratet und Vater von zwei Kindern. Mit seiner Familie lebt er privat in Irvine.